# Pokos olbrzymi
Pokos olbrzymi (Pristaulacus mourguesi) – gatunek błonkówki z rodziny pokosowatych.
Samice osiągają od 16,5 do 18,5 mm długości ciała bez pokładełka oraz od 8,8 do 13 mm długości przedniego skrzydła. Samce mają około 15 mm długości ciała. Ubarwienie jest czarne z częściowo ciemnoczerwonymi żuwaczkami, brązowymi głaszczkami oraz, u samic: brązowymi goleniami i stopami przednich nóg, ciemnobrązowymi goleniami i stopami odnóży pozostałych par. U samca golenie i częściowo stopy dwóch początkowych par nóg są żółtobrązowe. Szczecinki porastające ciało są brązowe, na żuwaczka czerwonozłociste. Głowa ma prostą krawędź potyliczną, lekko wypukłe w widoku grzbietowym skronie, wąski kołnierz potyliczny oraz mocno punktowane i miejscami pomarszczone czoło. Mezosoma jest grubo rzeźbiona. Na przedniej krawędzi przedplecza występuje jeden, wyraźny ząb. Skrzydła są przezroczyste z brązowymi żyłkami oraz czarniawobrązową pterostigmą. Metasoma ma długi stylik i gruszkowaty w widoku bocznym kształt. Pokładełko samicy jest od 1,4 do 1,6 raza dłuższe niż jej przednie skrzydło.
Gatunek palearktyczny, znany z Chorwacji, Francji, Grecji i Węgier i Włoch. Możliwy do odnalezienia również w Polsce.